# Kalsbeek College
Het Kalsbeek College is een christelijke scholengemeenschap in het voortgezet onderwijs in de Nederlandse stad Woerden met meer dan 3.000 leerlingen. De school biedt opleidingen aan op de niveaus Vmbo-b, Vmbo–k, vmbo-tl, havo, atheneum, gymnasium en sinds 2014-2015 het entreprenasium.

## Historie
De oorsprong van de school stamt uit 1917, toen hoofdonderwijzer Feike Kalsbeek (1857-1941) de basis legde voor het christelijk voortgezet onderwijs in Woerden. Hij stichtte een ulo-afdeling aan de Hoge Wal (de latere MULO) die hij onder zijn leiding een goede naam bezorgde in de omgeving van Woerden.
In 1922 ging Kalsbeek met pensioen. In 1929 verhuisde de ulo samen met de Wilhelminaschool voor lager onderwijs naar een nieuwe locatie aan de Oostsingel. In 1949 startte een christelijke nijverheidsschool voor meisjes aan de Singel in Woerden.
De school verhuisde in 1957 opnieuw, ditmaal naar de Nieuwe Markt. Gelijktijdig werd de school vernoemd naar Feike Kalsbeek en heette vanaf dat moment F. Kalsbeekschool van Chr. Nat. ULO. De school kende nog enkele naamswijzigingen gekoppeld aan het veranderende aanbod van onderwijs en samenvoegingen met andere scholen in Woerden. In 1967 werd de chr. LEAO Willem-Alexanderschool gesticht. In 1968 werd de school de F. Kalsbeek-mavo genoemd. De school was inmiddels gevestigd aan de Coba Ritsemastraat; vanaf 1975 heette hij F. Kalsbeekscholengemeenschap voor mavo en havo.
In 1978 fuseerde de school met de Nijverheidsschool voor meisjes en de LEAO Willem-Alexander.
In 1983 werd de school uitgebreid met een atheneumafdeling en in 1996 met een gymnasiumafdeling, waarna de school verderging onder de naam Kalsbeek College.
In de jaren 1980 had de Kalsbeek een pand aan de Coba Ritsemastraat, waar nu het Herman van Swaneveltplein ligt. Toen de voetbalvelden van Sportlust en SC Woerden na hun verhuizing niet meer werden gebruikt, werd een nieuw pand aan de Jozef Israëlslaan gebouwd, dat eind 1986 in gebruik genomen werd. Alleen de oude sportzaal is blijven staan.

## Locaties
Het Kalsbeek College heeft twee locaties:
- Locatie Bredius (Burgemeester H.G. van Kempensingel) is de locatie voor VMBO en huisvest ruim 1.300 leerlingen. De school beschikt ook over 3 sporthallen.
- Op de locatie Schilderspark (Jozef Israëlslaan) bevindt zich de gymnasium-, atheneum- en havo-, en 6-jarige havo opleiding. Deze locatie biedt ruimte voor 1.750 leerlingen en meer dan 200 medewerkers. De locatie maakt gebruik van een eigen gymzaal en een 3 delige sporthal van de gemeente Woerden[1]

## Bekende oud-leraren en -leerlingen

### Oud-leerlingen
- Diede de Groot
- Liane den Haan
- OnneDi

### Oud-leraren
- Arjan Noorthoek

### Bekende huidige leraren
- Robbert de Ruiter

## Bijzonderheden
Het Kalsbeek College kent speciale talentenprogramma’s zoals het Cambridge English, het programma U-talent, het entreprenasium en de voetbalacademie. Daarnaast zijn er buitenschoolse activiteiten als de uitwisseling naar China, Polen en Ieper en de jaarlijkse skireis.
In 2012 won de school de 538 Schoolawards als leukste school van Nederland.
Het debatteam van het Kalsbeek College werd in 2018 kampioen van Utrecht tijdens de voorronde van Op weg naar het Lagerhuis en in 2019 werden ze tweede van de provincie. Daarnaast werden ze twaalfde van Nederland bij het Nederlands kampioenschap debatteren.